# FK Grafičar Belgrade
Maillots
Dernière mise à jour : 3 juin 2012.
Le Fudbalski Klub Grafičar Belgrade (en serbe : Фудбалски Клуб Гpaфичap Београд), plus couramment abrégé en FK Grafičar, est un club serbe de football fondé en 1922 et basé à Senjak, quartier de la ville de Belgrade, la capitale.
Le club joue actuellement dans la Ligue serbe de Belgrade, la 2e division du football serbe.

## Histoire
Le FK Grafičar est situé dans un quartier de Belgrade appelé Senjak. Sa couleur est le violet, ce qui vaut aux joueurs le surnom de « gars en violet ».
Le Grafičar a la réputation d'être l'un des plus anciens clubs amateurs de la capitale serbe ; ses fans prétendent qu'il a le plus grand nombre de supporters après les géants du football belgradrois que sont l'Étoile rouge de Belgrade et le Partizan Belgrade.
Parmi les anciens joueurs les plus célèbres du club figurent Đorđe Svetličić, Dragan Pantelić Nikola Stančić, Nemanja Vučićević, László Köteles, Milutin Sredojević, Nikola Cvetković et Luka Sirac.

## Personnalités du club

### Présidents
- Slobodan Spasojević

### Entraîneurs
| - Milija Žižić (2018 - 2020) - Radomir Koković (2021) | - Boško Ǵurovski (2021) - Marko Neđić (2021 - ) |  |